# Robin Corsiglia
Robin Marie Corsiglia (Kirkland, 12 agosto 1962) è un'ex nuotatrice canadese.

## Carriera
Ha fatto parte della staffetta che ha vinto la medaglia di bronzo nella 4x100m misti alle Olimpiadi di Montréal 1976.

## Palmarès
- Giochi Olimpici

Montréal 1976: bronzo nella 4x100m misti.
- Giochi del Commonwealth

Edmonton 1978: oro nei 100m rana.